# Metrische ruimte
In de wiskunde verstaat men onder metrische ruimte een verzameling waarop een afstand is gedefinieerd, zodat van elke twee elementen de afstand ertussen is gegeven.
Het begrip metrische ruimte werd in 1906 door Maurice Fréchet geïntroduceerd in zijn werk Sur quelques points du calcul fonctionnel, Over enkele punten in de functionaalanalyse.

## Achtergrond
De ruimten die het meest overeenkomen met ons intuïtieve begrip van metrische ruimte, zijn de twee- en de driedimensionale euclidische ruimte. Het begrip metriek is in feite is een generalisatie van de euclidische metriek die voortvloeit uit de vier sinds lange tijd bekende eigenschappen van de euclidische afstand.
De euclidische metriek definieert de afstand tussen twee punten als de lengte van het lijnstuk dat deze twee punten verbindt.
De meetkundige eigenschappen van de ruimte hangen af van de gekozen metriek, en door een andere metriek te gebruiken, kan men interessante niet-euclidische meetkundes, zoals die in de algemene relativiteitstheorie worden gebruikt, construeren.
Een metrische ruimte induceert topologische eigenschappen, zoals open- en gesloten verzamelingen, die leiden tot de studie van nog meer abstracte topologische ruimten.
Een deelverzameling van een metrische ruimte is zelf ook een metrische ruimte met als metriek de restrictie tot de betreffende paren punten, de geïnduceerde metriek.

## Definitie
Een metrische ruimte is een geordend paar {\displaystyle (M,d)} waarbij {\displaystyle M} een verzameling is en {\displaystyle d} een functie
{\displaystyle d\ \colon M\times M\to \mathbb {R} }
die voldoet aan de eigenschappen van een afstand.

## Voorbeelden
Een belangrijk voorbeeld van een metrische ruimte is de {\displaystyle \mathbb {R} ^{n}} met de gewone metriek:
{\displaystyle d_{E}({\vec {x}},{\vec {y}})=\|{\vec {x}}-{\vec {y}}\|}
Een speciaal geval hiervan vormen de complexe getallen {\displaystyle \mathbb {C} } met de modulus als afstand:
{\displaystyle d_{m}(x,y)=|x-y|}
Een ander voorbeeld van een metrische ruimte is {\displaystyle \mathbb {Z} ^{n}} met de 'Manhattan-blokmetriek':
{\displaystyle d_{M}(x,y)=|x_{1}-y_{1}|+|x_{2}-y_{2}|+\ldots +|x_{n}-y_{n}|}
Deze metriek dankt haar naam aan het tweedimensionale voorbeeld waarbij men in een stadswijk met een patroon van elkaar loodrecht kruisende straten volgens de kortste weg van hoekpunt {\displaystyle A} naar hoekpunt {\displaystyle B} wandelt.

## Norm
De eerste twee voorbeelden hierboven hebben gemeen dat de verzameling {\displaystyle V} telkens een reële of complexe vectorruimte is, waarin de afstandsfunctie geïnduceerd wordt door een of andere norm {\displaystyle \|.\|}, dat wil zeggen
{\displaystyle d(x,y)=\|x-y\|}
Heel algemeen maakt deze constructie van elke genormeerde ruimte een metrische ruimte. Als de aldus ontstane metrische ruimte volledig is, noemt men de genormeerde ruimte een banachruimte.

## Topologie
De door een metriek geïnduceerde topologie is de topologie voortgebracht door de open bollen. De open bol {\displaystyle B(a,\rho )} om het punt {\displaystyle a} met straal {\displaystyle \rho >0} bestaat uit de punten die op een kleinere afstand dan {\displaystyle \rho } van {\displaystyle a} liggen:
{\displaystyle B(a,\rho )=\{x\in V\mid d(a,x)<\rho \}}
Met deze topologie wordt iedere metrische ruimte een topologische ruimte. Zo'n topologie heet een metrische topologie. Ook het betreffende vakgebied heet zo.
Niet elke topologie is echter afkomstig van een metriek. Een topologische ruimte heet metriseerbaar als haar topologie wordt voortgebracht door de open bollen van een of andere metriek op de dragende verzameling.
Er bestaan verschillende verbanden tussen metriseerbaarheid en de aftelbaarheidsaxiomas en de scheidingsaxiomas. De stelling van Smirnov-Nagata-Bing bepaalt een precieze equivalentie tussen metriseerbaarheid enerzijds en de combinatie van een aftelbaarheidsaxioma en een scheidingsaxioma anderzijds.

## Equivalentie metriek
In twee ruimten met een equivalente metriek is dezelfde verzameling of in allebei open of in allebei gesloten, en omgekeerd definiëren dezelfde convergente rijen en continue functies equivalente metrieken.

## Compactheid
Een deelverzameling van een metrische ruimte is compact als en slechts als deze gesloten en begrensd is. De beeldverzameling van een continue functie op een compacte verzameling is compact.